# Industrie in het Verenigd Koninkrijk

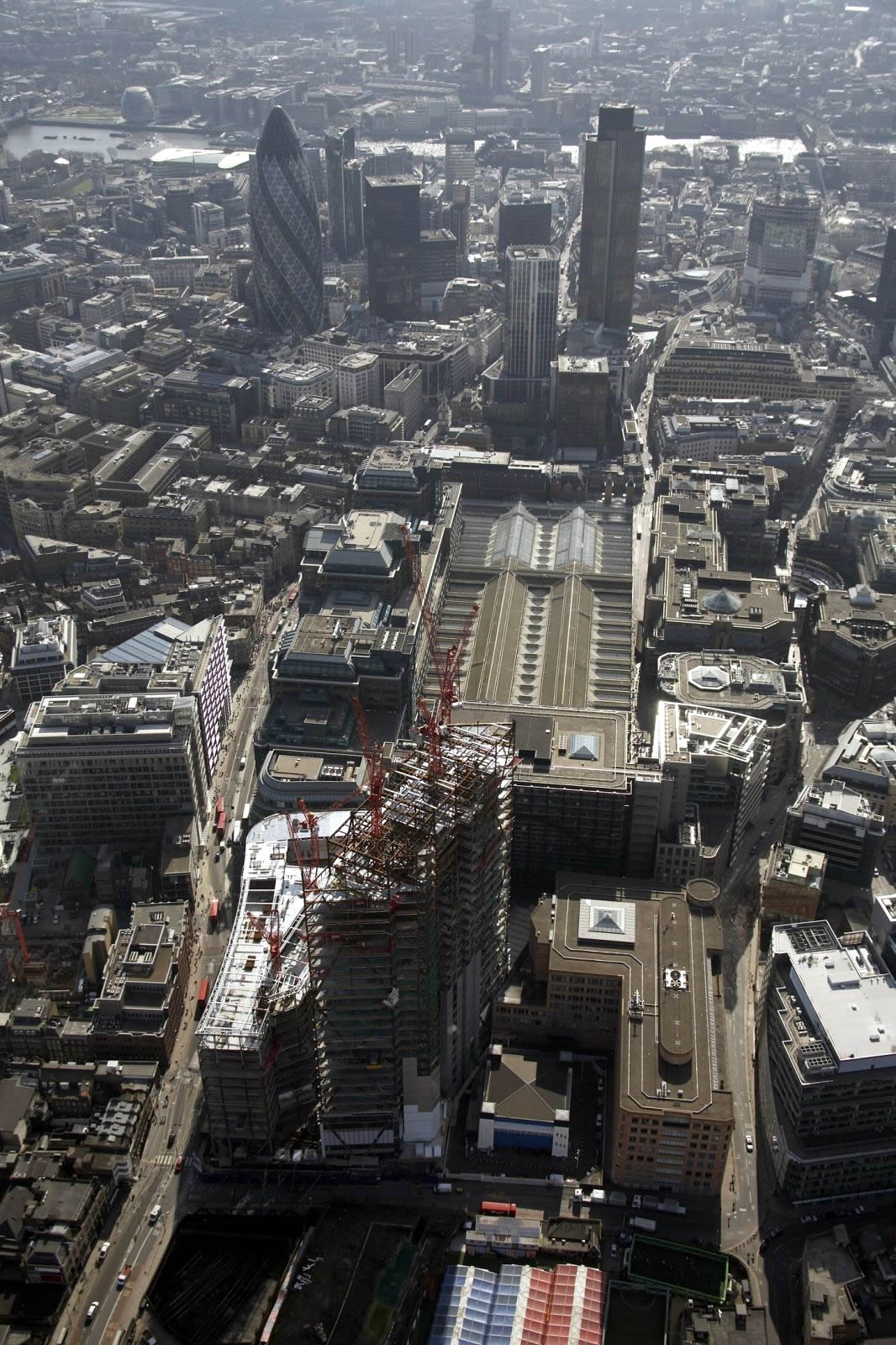
Skyline van Londen waar de hoofdkantoren van de belangrijkste industrieën zijn gevestigd.

De Industrie in het Verenigd Koninkrijk is de op twee na grootste industrie van Europa na de industrie van Duitsland en de industrie van Frankrijk en gevolgd door de industrie van Italië.
In 2003 bedroeg het aandeel van diensten in het bruto binnenlands product 72,6%, terwijl de industrie 26,5% voor zijn rekening neemt en de landbouw 0,9%.

## Geschiedenis
Het Verenigd Koninkrijk werd de eerste moderne economie ter wereld, toen het eind achttiende eeuw als eerste land ter wereld de Industriële revolutie doormaakte. Het Verenigd Koninkrijk was in de eerste helft van de negentiende eeuw de economische grootmacht van de wereld. In zowat alle sectoren was het de leidende economie en veel producten werden gemaakt in het Verenigd Koninkrijk. In de tweede helft van de negentiende eeuw kreeg het Verenigd Koninkrijk concurrentie van opkomende economieën als Duitsland, de Verenigde Staten en Japan.
Net als economieën in de rest van de wereld werd de Britse economie in de jaren '30 van de twintigste eeuw getroffen door de Grote Depressie. Gedurende de hele jaren dertig zou de economie slecht presteren en werden er bedrijven gesloten. Dit leidde met name in het industriële noorden van Engeland tot veel ellende.
Na de Tweede Wereldoorlog herstelde de Britse industrie zich goed dankzij de Marshallhulp, maar aan het einde van de jaren 60 ontstonden nieuwe economische problemen. Er ontstond werkloosheid en ook nu waren het de noordelijke industrieregio's, die het zwaarst onder de recessie te lijden hadden.
Halverwege de jaren 80 werd de Britse economie steeds meer een moderne diensteneconomie en begon weer te groeien. Vooral het zuiden van Engeland en Londen profiteerden van de nieuwe hoogconjunctuur, terwijl het noorden van Engeland achterbleef nu het geen industrieel hart meer had.

## Belangrijke industrieën
Belangrijke industrieën van het Verenigd Koninkrijk zijn machinegereedschappen, stroommateriaal, automatiseringsmateriaal, spoorwegmateriaal, scheepsbouw, ruimtevaart, motorvoertuigen en -onderdelen, elektronica en communicatiemateriaal, metalen, chemicaliën, kolen, petroleum, papier en papierproducten, voedselverwerking, textiel, kleding, en andere consumptiegoederen en fietsen en motors